# گوگنهاوزن
گوگنهاوزن (به آلمانی: Guggenhausen) یک شهر در آلمان است که در رافنسبورگ واقع شده‌است. گوگنهاوزن ۱۹۷ نفر جمعیت دارد.